# Фламбуро
Фламбуро (грч. Φλάμπουρο) је насељено место у општини Висалтија у периферији Средишња Македонија, Грчка. Према попису из 2021. године било је 668 становника.
Према бугарском географу и историчару, Василу Канчову, у Фламбуру је 1900. године живело 70 Рома. Непосредно пре Првог светског рата насељене су грчке избегличке породице, тако је 1920. године било 615 житеља. Досељавање избеглица је настављено, те је Фламбуро на попису из 1928. године имао 745 становника. Село се раније звало Бајрактар.